# Freudenbergita
La freudenbergita és un mineral de la classe dels òxids. Rep el seu nom en honor del paleontòleg alemany Wilhelm Freudenberg (1881-1960).

## Característiques
La freudenbergita és un òxid de fórmula química Na(Ti4+
3Fe3+)O₈. Cristal·litza en el sistema monoclínic en grans de forma irregular que mesuren fins a 0.15 mm.
Segons la classificació de Nickel-Strunz, la freudenbergita pertany a «04.CC: Òxids amb relació Metall:Oxigen = 2:3, 3:5, i similars, amb cations de mida mitjana i gran» juntament amb els següents minerals: cromobismita, grossita, clormayenita, yafsoanita, latrappita, lueshita, natroniobita, perovskita, barioperovskita, lakargiïta, megawita, loparita-(Ce), macedonita, tausonita, isolueshita, crichtonita, davidita-(Ce), davidita-(La), davidita-(Y), landauïta, lindsleyita, loveringita, mathiasita, senaïta, dessauïta-(Y), cleusonita, gramaccioliïta-(Y), diaoyudaoïta, hawthorneïta, hibonita, lindqvistita, magnetoplumbita, plumboferrita, yimengita, haggertyita, nežilovita, batiferrita, barioferrita, jeppeïta, zenzenita i mengxianminita.

## Formació i jaciments
La freudenbergita és un mineral de formació d'etapa tardana en sienites alcalines amb contingut d'apatita. Va ser descoberta l'any 1961 a la pedrera Michelsberg, a Katzenbuckel (Baden-Württemberg, Alemanya). També ha estat descrita a Orapa (Districte Central, Botswana), Daldyn (República de Sakhà, Rússia), el mont 
Kaskasniuntxorr (Massís de Khibini, Rússia) i Bultfontein (Sud-àfrica).
Sol trobar-se associada a altres minerals com: hematita, högbomita, diòpsid, apatita, ilmenita, titanita, biotita i sanidina.